# Asclepias cryptoceras
Asclepias cryptoceras là một loài thực vật có hoa trong họ La bố ma. Loài này được S.Watson mô tả khoa học đầu tiên năm 1871.

## Hình ảnh

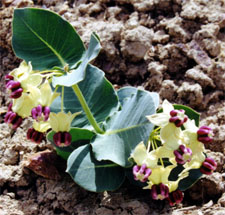